# 消印
消印（けしいん、英: cancellation）は、郵便切手やはがき、収入印紙や収入証紙などが使用済（＝料金支払済）であることを示し、無効化して再使用できないようにするために捺印される印（スタンプ）である。正式名称は「証示印」といい、「しょういん」と略す。
郵便切手・はがきに押されるもののことを指す場合が多く、本項で詳述する。また、そのような目的のため、切手・印紙等に押印・署名する行為を指す。
また、課税文書に収入印紙を貼付してから文書と印紙にまたがって押印（割印）・署名するという行為（印紙税法上は「印紙を消す」という）も消印と呼ぶ。

## 概要
郵便切手やはがきに押される消印は、それらに記載されていた額面の価値を無効化するとともに、郵便物の引き受け日、時間帯、引き受け郵便局を示す役割を兼ねており、通常「けしいん」と呼ばれているが、正式名称は「証示印」である。消印は、手によって押印される「手押印」と、機械によってなされる「機械印」とに大別される。なお、初期の機械印には人力を利用していたものもある。
前出の通り「料額印面の無効化」が主目的であるため、無料で送れる点字郵便物の場合には消印は押されず、差し出した時の状態のまま相手方のポストに投函される。もし何らかの理由で引き受け日を残しておきたい場合は郵便局窓口まで行き、そこで提出時に引受印を押してもらう必要がある（下記参照）。

## 抹消部と証示部
上記のように、消印は「料額印面の無効化」と「郵便物の引き受け状況の証示」との、2つの役割を持っている。
日本で使用されている手押印は、比較的早い時期から抹消と証示とを1つの消印で行なっていたが、諸外国ではそれぞれ別々の消印を利用していた事例が多い。世界最初の切手ペニー・ブラックがイギリスにおいて発行された際も、切手に押す消印にはマルタ十字（正確にはマルタ十字ではないが）をあしらった、一切データを含まないものが用いられ、日付や局名を示す消印は別個に押印された。機械印の場合には、初期の機械印では貼り付けられた切手の検知技術が未発達であったことから、抹消部（多くの場合、縦または横方向の波線）と証示部との二箇所で構成されており、これは現在の機械消印でも引き継がれている。

## 日本で使用されている主な消印

### 普通日付印
郵便物の取扱いにあたって日常的に使われる消印であり、郵便物には料金別納や点字郵便物の場合などを除いて必ず押印される。一般には「ひづけいん」と発音されるが、郵政当局内部では「にっぷいん」と呼ばれ、普通日付印は国内郵便用のものと外国郵便用のものとがある。はがきや封書で一般的に多く用いられる機械印には、国内・国際両方に対応可能なように、日本語表記と欧文表記を併記した印（和欧文機械印）が用いられる。ただし和欧文機械印を導入している局は決して多くなく、多くの集配局は日本語表記のみの和文機械印を使用しており、和欧文機械印の使用局は減少傾向にある。また和欧文機械印と和文機械印とを併用している局もある。なお両方導入している局でも、基本的には和欧文機械印のみで、年賀郵便引受期間中の年賀郵便に限り和文機械印を使用する局も数多い。

#### 国内郵便用
和文印（丸型印）、大型郵便物などに用いられるローラー印、自動押印機で用いられる機械印などがある。

##### 丸型和文印
すべての郵便局に配備されている一般的な消印である。1989年以降、櫛形印に代わり配備が始まった消印である。名称通り、表記は和文によりなされており、国内宛郵便物の引き受け等に使用される。形状に関しては、主に大型局での郵便物押印作業に使用するL字型の槌型と、普通の郵便窓口で使用するI字型の棒型との別がある。槌型は現在でもインク台を必要とする金属印が主流であるが、棒型は金属印からインク台を必要としないインク浸透式印（俗に言うシヤチハタ印）へ移行している。なお最近では、インク浸透式印が半数以上の郵便局に配備されており、金属印は姿を消しつつある。
内容としては
- 郵便局名
- 日付YY.MM.DD（ただし、YYは和暦年）
- 時間帯 (0-8、8-12、12-18、18-24)

が記載される。
郵便局名は基本的にはフルネームで表記されるが、旧特定局や簡易局で人口5万人以上の都市名・都道府県名がついていない局や、普通局で同一名称の局がある場合には、局名表示の頭部分や、局名表示欄の下にあるスペース部分に、都道府県名が表記される。

##### 和文ローラー印

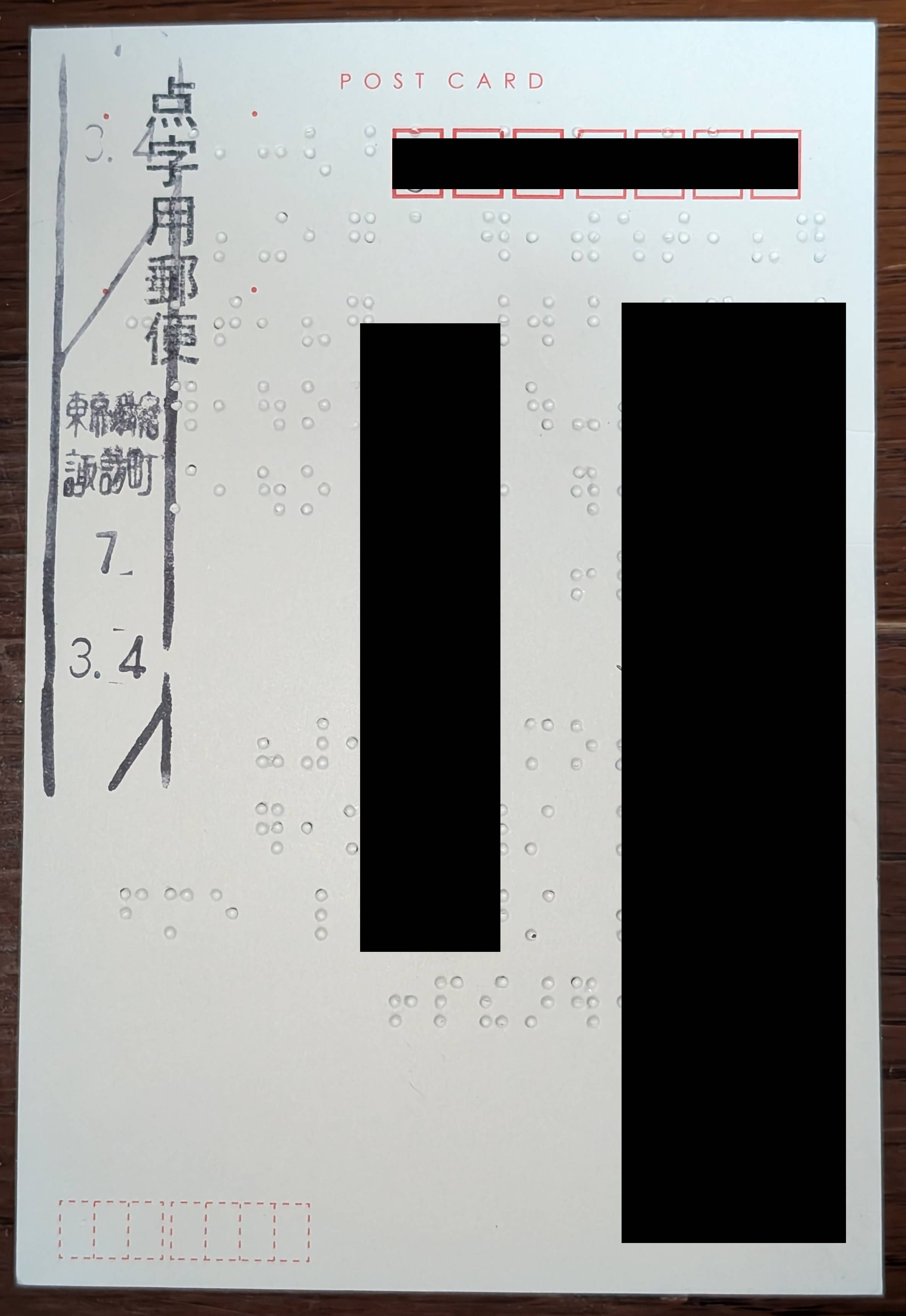
通常点字郵便物は消印を押さないが、差出日を明示したい時窓口で直接頼めば、このようにローラー印で引受日を記録してくれる

以前は全ての郵便局に配備されていたが、最近ではシヤチハタ印の配備に伴い廃止傾向にある。定形外や小包、農産物種苗など、厚みがあったり押印の際に中身を破損する恐れがあり、通常の丸型和文印では押印できない郵便物や、一度に大量の切手を抹消する場合に用いられる。
内容としては
- 郵便局名
- 日付（上に和暦年、下に日付）

が記載される。
和文丸型印同様、基本的にはフルネームで表記されるが、地域によっては旧特定局や簡易局で人口5万人以下の都市名・都道府県名がついていない局や、普通局で同一名称の普通局がある場合には、頭に都道府県名が表記されることがある。
一部の局では浸透式のローラー印も導入されている。

##### 機械印
機械印とは、自動押印機に用いられている郵便の消印のことで、基本的には切手を抹消する波形部分と、郵便局の名前、取り扱い年月日を表示する円形の日付部分から構成されている。
和文機械印
国内郵便専用の機械印で、金属製である。
- 郵便局名
- 日付YY.MM.DD（ただし、YYは和暦年）
- 時間帯 (0-8、8-12、12-18、18-24)

が記載される。
郵便局名は基本的にはフルネームで表記されるが、特定局や簡易局で人口5万人以上の都市名・都道府県名がついていない局や、普通局で同一名称の普通局がある場合には、頭に都道府県名が表記される。
和欧文機械印
外国郵便物の増加に伴い、国内、国外両郵便物の処理を目的に導入された。局名は和文とローマ字両方で表記されている。
ただし、実際の運用を見てみると、外国郵便に用いられた例は相対的に少ない。
- 郵便局名
- 日付YY.MM.DD（YYは和暦と西暦の下2桁との併記）
- 時間帯 (0-8、8-12、12-18、18-24)

が記載される。
新型機械印
2007年1月より、東京中央・日本橋・銀座・渋谷の4つの郵便局でインクジェット式の機械印の使用が始まった。その後、東京中央郵便局における集配業務が無くなったため、丸の内支店が新型機械印を引き継いだが、現在ではこれも廃止された。2010年3月より郵便事業晴海支店（当時）で、2015年3月頃よりさいたま新都心郵便局で、2016年2月頃より四日市西郵便局、3月頃より大阪北郵便局で、5月頃より博多北郵便局で、7月頃より東京北部郵便局で、8月頃より新仙台郵便局で、2017年1月頃より山口郵便局で、2月頃より静岡郵便局で使用が開始され、一方日本橋郵便局、渋谷郵便局、晴海郵便局では廃止されたため、2025年4月1日現在の使用局は9局である。なお、表記内容は和欧文機械印のそれと同じだが、証示部には従来の円型枠のような「囲い線」は一切なく、また抹消部の波線が短い点や、表記形式などが従来の機械印とは全く異なる点が特筆される。ただし、現行使用局では従来の消印も同時に使用されているため、必ず新型機械印で押されるとは限らないが、銀座局では新型機械印の方が頻繁に使用されている。

#### 外国郵便用
欧文印、大型郵便物で用いられるローラー印がある。なお自動押印機で用いられた、欧文表記のみの欧文機械印も1955年頃から1968年頃（例外的に1984年 TOKYO AP）まで東京中央、大阪中央、東京空港（羽田空港）、京橋郵便局などで使用されていた例があるが、現在では全て廃止されている。

##### 丸型欧文印
ほぼすべての郵便局（国際郵便を取り扱わない簡易郵便局を除く）に配備されており、集配局には必ず配備される。名称通り表記は欧文によりなされており、国際郵便物の引き受け等に使用される。和文印同様に浸透式を導入している局もあるがごく少数で、今もなお金属製の黒活が多く使われている。
内容としては
- 郵便局名（ローマ字表記）
- 日付DD.MM.YY（日付・月・西暦の下2桁の順）
- 時間帯 (0-8、8-12、12-18、18-24)

が記載される。
局名に都道府県名がない場合には「HOKKAIDO」などのように局名の下に都道府県名が記載される（通関局（国際郵便物の通関業務を行なう局）を除く。）ほか、無集配局の場合には地域番号（郵便番号の上3桁または5桁）が郵便局名の下欄に表記される。郵便局分室の場合には、地域によって上に本局名、その下に分室名が表示される場合とその逆（分室名が上）の場合があったりと統一されていない。

##### 欧文ローラー印
欧文丸型印と比べると配備している局は少なく、集配局でも配備していない局が多くある。
内容としては
- 郵便局名
- 日付DD.MM.YY（日付・月・西暦の下2桁の順）
- JAPANの国名

が記載される。
欧文丸型印同様、中央郵便局の場合には「CHUO」の表記が省略される（例：東京中央郵便局の場合、表記は「TOKYO CHUO」ではなく「TOKYO」）。地域によっては局名の前に地域番号（郵便番号の上3桁または5桁）が表記される地域や局名の後に府県名が表記される地域があり、統一されていない。

### 特別日付印
特別日付印は記念印とも呼ばれ、特印、初日印、風景印、小型印の4種類がある。差出人が希望したときに限って押される。
内容としては
- 郵便局名
- 日付YY.MM.DD（YYは和暦年）

が記載され、時刻表示は省略される。

### 年賀状の消印
年賀郵便物取り扱い期間中に差し出された私製の年賀郵便物のみに押される消印である。なお、官製の年賀はがきは消印押印を省略するための印刷がなされているため、差出人が特に指定しない限り押印されないが、年賀はがきに「消印を押しては『いけない』」というものではないため、差出時に差出人が何らかの押印を指定した場合には、郵便局側において消印を押す必要がある。
内容としては
- 郵便局名
- 日付YY.1.1（和暦年・1月・1日の順）
- 漢字表記による「年賀」

が記載される。
使用される消印は局によって異なり、金属製和文印・インク浸透式和文印・和文機械印（書状押印機）のいずれかが使用される。郵便局によっては機械印と手押印との両方を使用する。なお、1936年（昭和11年）から1940年（昭和15年）までと、1950年（昭和25年）から1956年（昭和31年）までは、和文印・機械印共に絵入りの年賀印が使用されていた。ちなみにこれらは「年賀」の表記を欠いている。また、2000年（平成12年）にミレニアム記念として和欧文機械印が使用されたほか、2001年（平成13年）には21世紀記念として図入りの機械年賀印が都道府県ごとの題材を定め使用された。
- 窓口での記念押印は、事前に処理するという性格上年賀取扱期間中が原則となっているが、郵頼の場合には1月1日以降に返信されることが多い。

### 選挙印

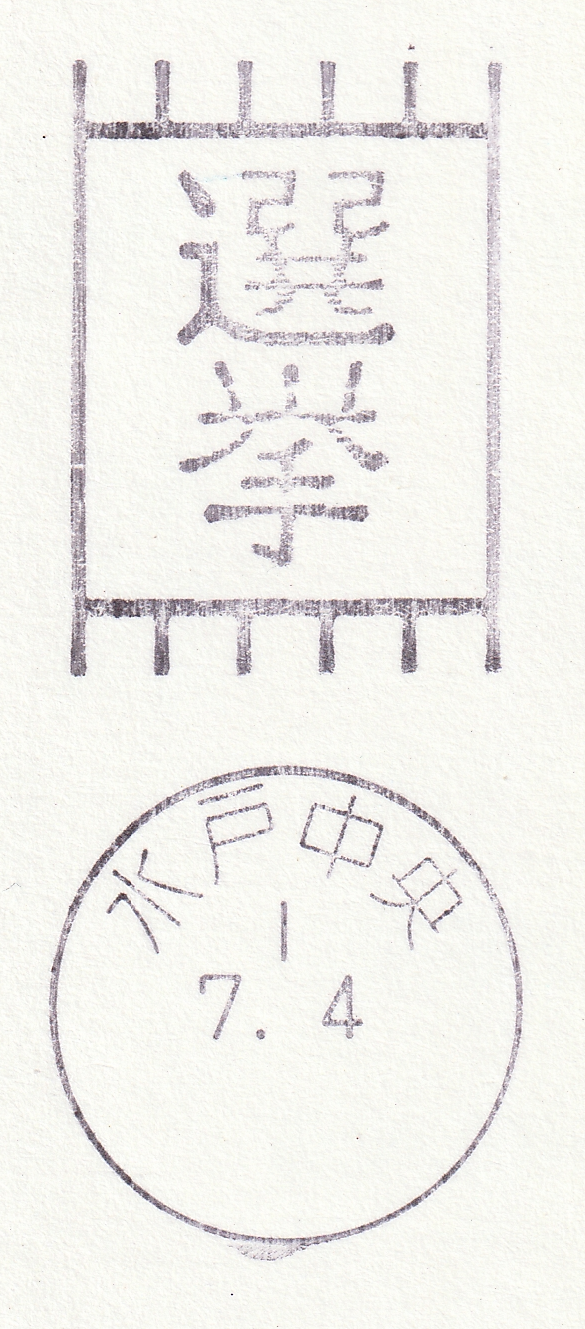
2019年の参議院選挙はがきの消印の例。公示日である2019（令和元）年7月4日の日付となっている。

公職選挙法の規定にしたがって候補者が選挙運動のために差し出す選挙葉書などに押印される。内容は通常の消印と同じであるが、表示される年月日は、選挙の公示日または告示日を示しており、選挙期間中は同じ日付のまま使用される点と、時間帯の欄が「選挙」になっている点とが異なる。

### その他
そのほか、料金別納郵便の料金支払いのために提出された大量の切手類を消印するための、簡略化された波消（なみけし）印（1965年度導入。当初はただの波線だけだったが、1977年度より局名が加えられた。1985年1月からは局名・年月日入りのものが（これのみ波線ではなく直線）、1987年7月からは機械波消が東京の大規模局で導入された）もある。
機械印の押印ミスなどによって切手に消印がかかっていない郵便などは、「抹消印」（「消印もれ消印」という俗称があり、郵便局名と「消印」の文字が記される）と呼ばれる日付の入っていないスタンプの押印や、配達員が所持しているボールペンでの抹消（〒を○で囲む）をもって消印とする場合もある。また、万国郵便連合の施行規則により、インキまたは消えない鉛筆による一条の太い線や自局の局名が識別できないように日付印の縁を用いて消印することもある。そのほか、形状の似た無証印（郵便局名と「無証」の文字が記される。本来は郵便局間で郵便物を運送する際、郵袋やケースにつけられる票札（あて先郵便局のタグ）などに押される印で、郵便送達証未添付、すなわち書留が含まれないことを意味する）や検印（〒と局員の名前が記される）で代用される場合もある。

## 民営化後の取り扱い
2007年10月1日の民営化後、集配業務と窓口業務が分社化された際には、郵便事業会社が郵便ポストから郵便物を収集していたため、取り扱い支店の消印が押されていた。また郵便局会社窓口に持っていった場合には、年の下にアンダーラインが引かれた消印が押されていた。
そのため、一時期は以下のように同じ建物内であっても従前の郵便局名とは異なる名称の消印となっていた。
民営・分社化に伴って変更されていた中の一例
- 神戸中央郵便局（国営時代）→神戸支店（民営化後）
  - （「神戸中央」の消印ではなく「神戸」になっている）
- 東京中央郵便局（国営時代）→銀座支店（民営化後）
  - （「東京中央」の消印ではなく「銀座」になっている。民営化後約半年は「丸の内」であったが、丸の内支店は建て替えに伴い、銀座支店に統合された。）

なお、集配センター（旧集配特定郵便局のほとんどと小規模な集配普通郵便局の一部）の区域内で収集された郵便物は、ほぼ全て受け持ち支店へ配送されるため、消印は一部の例外を除き支店のものが押印されていた。
- 茨城県南部の例
  - 江戸崎、阿波、伊奈、谷和原、田伏、出島の各局（国営時代）→土浦郵便局（民営化後）
※全て「土浦」の消印になっていた。
- 北海道の例
  - 苫小牧支店日高集配センター →郵便番号07, 08, 09宛のもののみ「北海道・日高」の消印を押印したうえで富良野支店経由で旭川東郵便局へ。それ以外宛のものは消印をせずに苫小牧郵便局へ。
- 和歌山県北部の例
  - 貴志川、桃山、粉河、池田、名手の各局（国営時代）→岩出郵便局（民営化後）
  - かつらぎ、高野、九度山、高野口、富貴、野迫川の各局（国営時代）→橋本郵便局 (和歌山県)（民営化後）
- 奈良県南和地区と中和地区の例
  - 辻堂、宗桧、平谷、風屋、折立、小原、重里、上野地（国営時代）→五條郵便局
  - 和田、天の川、洞川、白銀、吉野、大滝、黒滝、上北山、下北山（国営時代）→下市郵便局
  - 明日香、高取（国営時代）→橿原郵便局

だが、2012年の民営化見直しにより、同年10月1日を以って、郵便事業株式会社と郵便局株式会社が吸収合併し日本郵便株式会社が発足した事に伴い、これまで郵便事業株式会社の支店となっていた事業所も再び従前の郵便局となったため、その大半が民営化以前の郵便局名の消印に戻されたほか、分社化されていた時期にかつての同一の建物から移転し独立していた以下の旧郵便事業支店においては、かつての支店名とは異なった名称となった事から、それに併せて消印の変更がおこなわれた。
- 大阪府：郵便事業大阪支店（合併前）→大阪北郵便局（合併後）
- 福岡県：郵便事業博多支店（合併前）→博多北郵便局（合併後）
- 栃木県：郵便事業今市支店（合併前）→日光東郵便局（合併後）
- 愛媛県：郵便事業宇和支店（合併前）→西予郵便局（合併後）
- 沖縄県：郵便事業首里支店（合併前）→首里北郵便局（合併後）
- 沖縄県：郵便事業南風原支店（合併前）→南風原中郵便局（合併後）
- 岩手県：郵便事業陸前高田支店（合併前）→陸前高田郵便局郵便分室（合併後）

そして、集配普通局で行われる消印押印業務を、地域によっては近隣の大規模集配普通局へ完全移管する計画もなされている。三重県の名張郵便局と松阪郵便局では2016年3月12日以降、名張郵便局管内の郵便ポストから取集された郵便物に四日市西郵便局の消印が押印される。

## 「消印有効」
各種懸賞やイベントなどの観覧券申し込み、入学試験の願書受付などに郵便で応募する場合、締め切りの区切りとして「○月○日当日消印有効」というものがある。この場合、消印有効以前の日付の消印が郵便に押してあれば、到着がその消印有効の日付以降になっても応募を受け付けてもらうことができる。ポストに投函した場合には（当日の最終集荷が終わった後などで）翌日の日付になるような時間帯でも、郵便局の窓口にて直接“当日引受”を示すために消印を頼めば押してもらえる。
なお、郵政当局の内規では簡易局を含めた如何なる郵便局においても、窓口において郵便物を差し出す際に速達や書留といった特殊扱いではない「普通の郵便物」であったとしても押印をして貰う事が可能だが、中には町中にある小さな郵便局では「普通郵便物に押印をしてはいけない」と勘違いしている局も多いため、大型郵便局などにあるゆうゆう窓口（旧称：時間外窓口）に行くと確実である。
もっとも、そのような時間的余裕がない場合には、「お客様問い合わせセンター」に連絡して確認するか、または局員に「ヘルプデスク」へ問い合わせてくれるよう頼むという方法もある。なおヘルプデスクは、郵便局からの業務取扱などに関する問い合わせのみを受け付ける部署であり、一般の利用客が直接の連絡をすることはできない。
一方、消印日付ではなく、書簡の到着日を締め切りの区切りとする場合には「○月○日必着」と表現される。この場合、消印の日付は関係しないため、その日までに届くように宛先などの距離など配達日数を考慮する必要がある。必着とはその日までに届くという意味であるが、配送側で「指定」と勘違いされることがある。その場合、期限までに届かないリスクは高まるため、必着とは郵便物に書かずに十分な余裕を持って発送する。
上記の通り、消印はその日に郵便を引き受けたことを記すため、公的機関へ送る際や、願書、裁判書状、法律行為などの証拠となりうる。このため、消印の日付を偽ることは「改竄（かいざん）」にあたり、郵便法違反となる。

## 印紙の消印

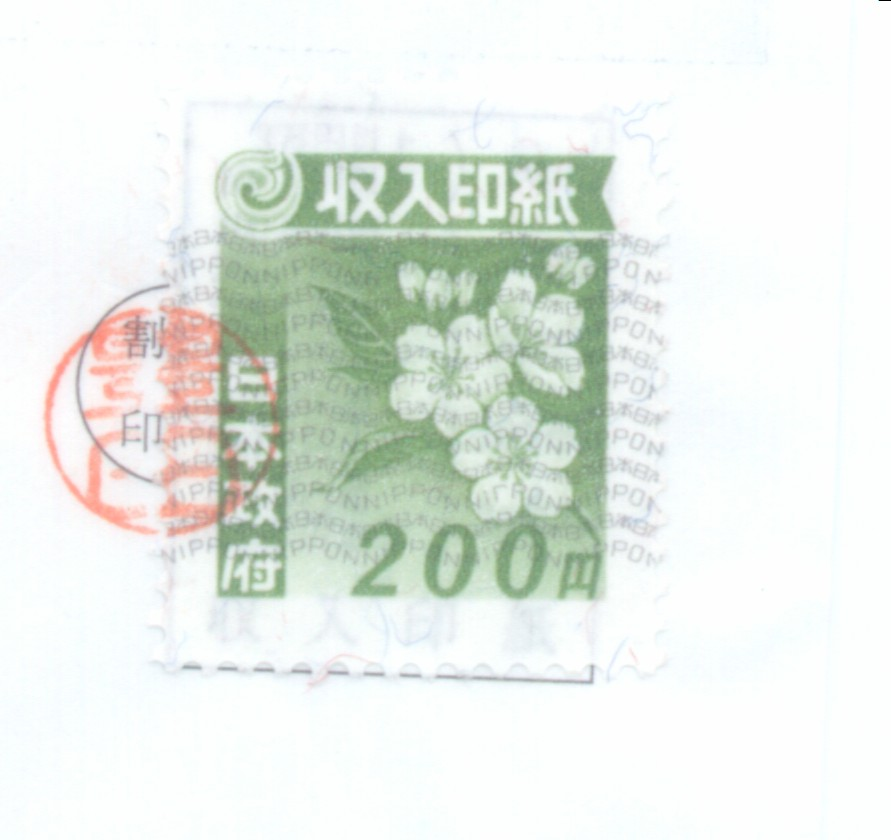
消印済の収入印紙

課税文書に貼付した収入印紙を剥がして再利用する脱税行為を防止するため、法令で収入印紙を消す方法が規定されている。
印紙税法第8条（印紙による納付等）
2 課税文書の作成者は、前項の規定により当該課税文書に印紙をはり付ける場合には、政令で定めるところにより、当該課税文書と印紙の彩紋とにかけ、判明に印紙を消さなければならない。
印紙税法施行令第5条（印紙を消す方法）
課税文書の作成者は、法第八条第二項の規定により印紙を消す場合には、自己又はその代理人（法人の代表者を含む）、使用人その他の従業者の印章又は署名で消さなければならない。
なお、収入印紙以外にも登記印紙、特許印紙など各種の印紙が存在するが、これらの貼付により料金の納付を行う各種の申請様式においては「印紙は消印しないこと」と記載されていることがある。これは申請書を受理した官公庁などにおいて、担当官吏が印紙による料金の納付の事実を確認してから職務で消印するためである。様式に「印紙は消印しないこと」の記載がある場合には、申請者において消印してはならない。